# 比羅夫丸
比羅夫丸（ひらふまる）は、日本初の蒸気タービン船で、日本鉄道が直営の青函連絡船航路開設のため、1906年（明治39年）10月、イギリス スコットランドのウィリアム・デニー・アンド・ブラザーズ社に建造を発注し、1908年（明治41年）春、相次いで就航させた2隻の同型の海峡渡船の第1船である。船名は発注当時の日本鉄道社長、曾我祐準の意向により、北海道・東北開拓に縁のある歴史的人物の名より採ることとし、第1船は阿倍比羅夫から比羅夫丸、第2船は坂上田村麻呂から田村丸と命名され、これら2隻は比羅夫丸型と呼ばれた。
着工前の1906年（明治39年）11月1日、日本鉄道が鉄道国有法に基づき国有化されたため、逓信省鉄道作業局がこの建造契約を継承した。
青函連絡船としては、日露戦争後から第一次世界大戦後までの16年余りの期間運航されたが、その間の鉄道網の発達と北海道開拓の進展、更に第一次世界大戦により急増する客貨に、この2隻だけでは到底対応できず、就航後間もない時期から、雑多な傭船に囲まれての運航となった。しかしその高速性能を生かし、最後まで急行接続便として活躍し、青函航路引退後も四国航路で約10年間活躍した後解体された。
ここでは、比羅夫丸型建造に至るまでの青函連絡船の形成過程と、就航後の同航路についても記述する。

## 本船建造以前の青函航路

### 鉄道連絡船以前
津軽海峡を渡る航路は1873年（明治6年）2月、青森 - 函館間の青函航路および安渡（大湊） - 函館間航路が北海道開拓使によって開設された。同月、山口県下関の小田藤吉も青函航路に参入したが、ほどなく撤退した。1879年（明治12年）6月に至り、既に東京 - 函館間航路も運航していた郵便汽船三菱会社が北海道開拓使から青函航路を引き継いだ。しかしこれ以前より、郵便汽船三菱会社による日本の海運界独占が顕著となり、運賃が高騰、これに対抗する共同運輸会社が1882年（明治15年）7月設立され、青函航路にも参入した。しかし今度は両社とも採算度外視の無制限競争状態に陥ったため、共倒れを危惧した政府の意向で1885年（明治18年）9月、両社は合併し日本郵船会社を設立、同年10月1日より青函航路を継承し、政府による命令航路として毎日1往復の定期運航が確保された。

### 鉄道連絡船
鉄道網は1891年（明治24年）9月1日、日本鉄道によって上野 - 青森間が全通し、翌1892年（明治25年）8月1日には北海道炭礦鉄道によって岩見沢 - 室蘭間が開通するにおよび、日本郵船は1893年（明治26年）2月、青函航路の延長として、函館 - 室蘭間航路を開設した。ここに上野 - 札幌間が曲りなりにも、この青森 - 函館 - 室蘭間の“三港連絡航路”を介して鉄道で結ばれ、事実上この航路は“鉄道連絡船”航路となった。これにより輸送量も急増し、1898年 （明治31年）10月には、青森 - 函館間に夜行便1往復も設定され、その後、更に青森 - 室蘭間直航便も開設された。
日露戦争中の1904年（明治37年）10月15日、北海道鉄道によって函館 - 小樽間が開通し、更に翌1905年（明治38年）8月1日には、小樽から北海道炭礦鉄道の南小樽までの延伸工事も完成し、輸送量は一段と増加した。当時、日本鉄道、北海道鉄道とも1日2本の直通列車が運転され、青函航路もこれらを受ける2往復の定期運航が望まれた。しかし、当時、国内外で多くの航路を運航していた日本郵船は、日露戦争による船腹不足もあり、青森 - 函館間の夜行便定期化まで手が回らず、定期運航は1往復のまま、客貨共に積み残しがしばしば発生し、両岸の鉄道会社と地元経済界からは、日本郵船や逓信省に対し、繰り返し増便要請が行われた。

## 本船建造の経緯
このような状況に対し、日本鉄道は1902年（明治35年）頃から、青函航路直営化の検討を開始し、一時は750総トン級の小型汽船3隻の建造を計画していた。
しかしその頃、北海道炭礦鉄道でも青森-室蘭間に連絡船を運航しようという動きもあり、日本鉄道では、1905年（明治38年）8月の株主総会で、今後20年間は他の追従を許さない連絡船ということで、従来計画より大型の1,100～1,500総トンで、航海速力も15ノット以上という当時としては破格の高速船3隻の建造を決定した。3隻建造により常時2隻運航との考えであった。
1905年（明治38年）10月、その船体構造設計を東京帝国大学助教授横田成年に、機関部設計を同助教授加茂正雄に依頼した。加茂はこの程度の大きさの船で15ノット以上となると、従来の蒸気レシプロ機関では機関室が過大となるため、既にイギリスの海峡渡船で実績を上げていた蒸気タービンの採用を曾我社長に進言した。これを受け、日本鉄道では当時の学界・業界の識者の意見も聞き、熟慮検討の結果、同年12月末、蒸気タービン採用を正式に決定した。しかし当時、加茂自身も蒸気タービンについての知識は文献によるもののみで、タービン機の製作上の仕様書を書くすべはなく、主機としてパーソンス式を採用することとし、プロペラに関しては全て製造者に一任した。
1906年（明治39年）2月末に設計仕様書、図面が完成し、これに基づく国内外の造船各社から建造費見積書の提出を受け、8月20日にイギリスのウィリアム・デニー・アンド・ブラザーズ社を選択することに決定した。しかし1906年（明治39年）3月30日には鉄道国有法が公布され、日本鉄道の買収は1906年（明治39年）11月1日と指定されたため、逓信省鉄道作業局の指定により、上記造船各社からの提出書類を全て逓信省管船局に提出して再審査を受ける必要が生じ、同年8月25日これを申請した。この再審査は9月17日に終了し、鉄道作業局から、ウィリアム・デニー・アンド・ブラザーズ社またはイギリスのフェアフィールド社のいずれを選んでも異議なし、とされたため、鉄道作業局からの修正覚書に基づき、竣工期限をフェアフィールド社と同じ11ヵ月に短縮のうえ、日本鉄道は1906年（明治39年）10月1日、ウィリアム・デニー・アンド・ブラザーズ社代理人高田商会と、横浜港引き渡し、最大速力18ノット以上という条件で、1,500総トン級の海峡渡船建造の契約を締結した。しかし、船価の関係で2隻の建造に留まった。この1ヵ月後の11月1日には日本鉄道は国有化され、この建造契約も鉄道作業局に継承されたが、同局は翌1907年（明治40年）4月1日には帝国鉄道庁に改組されている。工事監督には、当時イギリス滞在中であった逓信省技師で後に鉄道院の船舶課2代目課長を務めた松長規一郎が、また設計を担当した横田、加茂両助教授も官命で欧米留学することとなり、それぞれ逓信技師兼務として監督を嘱託された。
ウィリアム・デニー・アンド・ブラザーズ社では、建造契約締結後直ちに工場内設計を開始し、翌1907年（明治40年）1月に起工、7月10日に進水、10月15日には艤装工事も完了し、ダンバートンのウィリアム・デニー・アンド・ブラザーズ社から自航でクライド川を下り、対岸グリーンノックのスコット造船所に入渠して船底塗装し、10月16日から24日にかけ各種試験を行った。比羅夫丸は3軸船で各軸の馬力や回転数に差があるため、プロペラの選定が難しく、予め3枚羽根と4枚羽根のプロペラを製作し、各種組み合わせて取り付け、試験を重ね、中央を3枚羽根、両側を4枚羽根として19.1ノットの最大速力を記録した。
1907年（明治40年）10月29日にはイギリスでの全ての工事、検査等を済ませ、日本への回航のためダンバートンを出港した。比羅夫丸は海峡渡船のため航続距離が短く、石炭庫容量は90.9トンと小さいため、各船艙に積める限りの石炭を積み込んでの航海となったが、天候に恵まれ、途中アルジェ、ポートサイド、コロンボ、シンガポールと寄港しながらの順調な航海となった。しかし、シンガポールを出港して、あとは横浜まで直航というところで、北東の強い季節風に阻まれ、うち4日間は暴風に見舞われ一向に前へ進めず、錨鎖庫に流れ込んだ海水が非水密の隔壁を越えて第1船艙に浸水する事故もあり、給炭のため、やむなく香港に寄港し、横浜へは12月26日到着した。なお、比羅夫丸就航に際し、蒸気タービンの取り扱いおよび補修のできる機関長資格者が必要なため、この回航に先立つ1907年（明治40年）7月、商船学校教諭の下田文吾が帝国鉄道庁技師兼任としてイギリスへ派遣され、比羅夫丸・田村丸建造中のウィリアム・デニー・アンド・ブラザーズ社で実習見学を行い、この回航には機関長として、また唯一の日本人として乗り組み、就航後は初代機関長を務めた。
翌1908年（明治41年）1月7日からは日本での入渠を伴う関係官庁の各種検査を受け、2月4日には東京湾で試運転を行ったが17ノットしか出ず、2月7日には代理店の高田商会が再度試運転を行うも同様の結果で、ウィリアム・デニー・アンド・ブラザーズ社にその旨を電報で問い合わせ、試運転海域の水深を伝えたところ、「その水深ならその速度が正しい」との返電、水深が浅すぎたのであった。改めて2月13日に予備運転、2月17日に公式試運転を行い、イギリスの良質炭と熟達した火夫で達成した19.1ノットには及ばなかったものの、保証速力の18ノットを超える18.36ノットを達成できたため、2月20日帝国鉄道庁に引き渡され、2月27日横浜港を出港し2月29日青森港に到着、3月7日、青森10時発、函館14時着の下り便より就航した。
同時期、長崎の三菱合資会社 三菱造船所では、東洋汽船の天洋丸（13,454総トン、19,000軸馬力、20.6ノット） がイギリスから輸入したパーソンス式反動タービンを主機として建造中で、その竣工は1908年（明治41年）4月22日となったため、2月20日横浜引き渡しの比羅夫丸が日本初の蒸気タービン船の栄誉を担うこととなった。また同造船所では同年9月に、日本海軍初の蒸気タービン艦となるイギリス製パーソンス式反動タービン主機搭載の通報艦最上（常備排水量1,350トン、8,000軸馬力）が竣工している。
本船以降、青函連絡船の主力船には長らく石炭焚き蒸気タービンが採用され、洞爺丸事件後の代船として1955年（昭和30年）に建造された初代檜山丸で、初めてディーゼルエンジンが導入された。

## 船体構造
甲板は上から、最上船橋（Flying bridge）、端艇甲板（Boat deck）、覆甲板（おおいこうはん）（Awning deck）、正甲板（Main deck）、下甲板（Lower deck）、船艙(Hold)の6層構造で、外見上船体の上甲板に相当する部分は覆甲板と呼ばれ、船首楼や船尾楼はなかった。船底から下甲板までは6枚、正甲板までは5枚の水密隔壁が設けられていた。覆甲板上には船の全長の半分程度の長さの甲板室が中ほどに設置され、この甲板室はほとんど1層で、その屋上中央部にやや後方へ傾斜した煙突が、その前方には特別室と、高級船員室の2棟が載って甲板室2階部分となり、高級船員室屋上の最上船橋は前方と両翼に張り出し、まさにフライングブリッジであったが就航当初は屋根すらなかった。甲板室前後の覆甲板上には2本のマストが煙突同様後方へ傾斜して立ち、スピード感のある外観となった。
姉妹船の田村丸と区別するため、舷側に比羅夫丸は白線、田村丸は赤線を入れて区別した。

### 最上船橋
船長室の屋上の甲板を、前方と船体幅いっぱいに両舷に張り出して視界を確保し、船体中心線上に磁気コンパスと舵輪を、伝令器、海図机が設置され、最上船橋（フライングブリッジ）とされた。しかし、当時のドーバー海峡の渡船にならい、その周囲と天井には、風雨除け、日除けのキャンバス（帆布）を固定する骨組しかなかったため、寒冷で航海時間も長い津軽海峡の実情に合わず、就航後約1年で、板張りの天井を設け、前部中央のみガラス窓とし、1912年（大正元年）以降、全周の板張りとガラス窓化が行われた。

### 端艇甲板
覆甲板の甲板室の屋上が端艇甲板で、その前端近くに、前側に船長室、後ろ側に1等航海士室の入った甲板室があり、そのすぐ後方には、その直下に設置された覆甲板から正甲板へ降りる階段の採光のための天窓が設置されていた。その後方には1等特別室の入った独立した甲板室が設置されていた。この特別室には左舷側に1段寝台が、後壁を背に長椅子ソファーが置かれ、椅子とテーブル、更に右舷後方にはトイレも設置され定員は2名で、右舷側に出入口が設けられていた。その後ろは90cm高く持ち上げた1等食堂の屋根で上部に天窓があり、両側面にはステンドグラス入りの窓が取り付けられていた。その後ろは煙突で、煙突の両舷には船尾方向へ向けて覆甲板両舷の遊歩廊へ降りる階段が設置されていた。煙突より後部の両舷には、それぞれ2隻ずつ端艇が懸架され、船体中心線上には2等食堂改装の2等雑居室の天窓、機関室天窓、2等出入口スペースから正甲板へ降りる階段の天窓と続いていた。

### 覆甲板
覆甲板（オーニングデッキ）上には船体長の半分程度の長さの甲板室が設置され、甲板室両舷と後面は屋根付き遊歩廊となっていた。前部の露天部には、船体中心線上に前から順に、揚錨機、1層下の正甲板へ降りる階段の階段室、煙突同様やや後傾した前部マスト、ウインチ、前部貨物ハッチが設けられ、前部マストには荷役用デリックが設置され、前部貨物艙の荷役ができた。甲板室の煙突より前の部分が1等区画で、船首側左舷角には椅子とテーブルのほか、後壁を除く3方の窓または壁を背に長椅子ソファーを設置した社交室が設けられ、ここはイギリスでの新造時は定員外であったが、日本回航後4名の定員が付けられた。その後方には、扉を隔てて婦人用開放1等寝台室（寝台定員4名）が、またこれら2室の右舷側には同じく社交室から扉を隔てて紳士用1等開放寝台室（寝台定員8名）が設けられていた。これら寝台室では窓側に窓一つのスパンに1人掛けシート2脚が向かい合わせ設置され、夜間はナロネ21形開放1等寝台車下段同様、これら向かい合わせの2脚を1人用寝台に組み立てる構造で、この部分には上段は設けられなかった。一方壁側には2人掛けソファーが壁を背に設置され、夜間は背ずりを引き上げて2段寝台とした。これら二つの開放寝台室の出入口扉は後方にもあり、両舷の1等出入口につながる広間に面していた。この両寝台室の間には幅約1.3mの空間が設けられ、最上船橋天窓からこの空間を経由して、両寝台室直下、正甲板の高級船員食堂への通風採光を図られ、また両寝台室のこの空間に面する壁にはガラスパネルがはめられていた。
広間の右舷側には1等配膳室が、左舷側には1等洗面所が配置され、1等洗面所の前方に隣接して婦人用トイレも設置されていたが、ここは婦人用開放1等寝台室内からしか出入できない構造であった。この広間中央前方の紳士用・婦人用1等開放寝台室の間には船体中心線上を前方に向け、1層下の正甲板へ降りる階段が設置されていた。この広間の後方両舷には、それぞれ1室ずつ定員2名の1等個室寝台室が設けられ、その間の船体中心線上の廊下を後ろへ進むと1等食堂であった。この食堂では天井が全て約90cm持ち上げられた造りで、持ち上げ部分の両側面にはかもめ模様のステンドグラスを固定した窓を3面ずつ設け、この窓は1層上の端艇甲板面から上側に突出した部分にあり、採光は良好であった。更にその天井には花模様の焼付ガラス入り天窓が設けられ、食堂はゆったりとした明るい空間となっていた。食堂の両舷窓際には窓を背に長椅子ソファーが設置され、それらの前に設置されたテーブルをはさんで椅子も配置され、同時に16名が食事できた。1等食堂の後ろはボイラー室通気囲壁と煙突囲壁があり、覆甲板上にはここより後方へ続く室内通路はなかった。
煙突囲壁より後ろは2等区画で、新造時は天窓付き2等食堂であったが、当時の日本の実情に合わせて、日本へ回航後、定員32名の畳敷き2等雑居室に改装された。この2等雑居室には両舷の出入口と後ろに隣接する寝台室との間に扉があった。2等雑居室より後方は船体中心線上に長さ約4.5m、幅約3mの機関室囲壁があり、その両側をそれぞれ開放2段式の2等寝台室とし、両室とも前後方向約8mの外側壁に沿って2段寝台を4セット設置し、内側壁沿いには機関室囲壁後端から1セット設置し両舷合計寝台定員20名とした。両寝台室は後方にも出入口があり、甲板室後端の出入口スペースに通じていた。この両寝台室の間の船体中心線上には前方へ向け、正甲板へ降りる階段が設けられていた。甲板室の両舷側は屋根付き遊歩廊となっており、このうち左舷遊歩廊天井には、最上船橋から機関室への伝令器のワイヤーと伝声管が通り、2等寝台室の機関室囲壁から機関室内へ引き込まれていた。甲板室船尾側の露天部には、船体中心線上、前から順に、後部貨物ハッチ、ウインチ、やや後傾した後部マストが設置され、後部マストにも荷役用デリックが設置され、後部貨物艙の荷役ができた。その後ろには階段室があり、正甲板後部の3等船室船尾寄りの部位へ前方に向けて降りる階段があった。その後ろ、船尾の舵取機室直上には、非常用の汽力ならびに手動での操舵装置と磁気コンパスが設置されていた。また、後部マストの左舷側には舷梯が装備され、1、2等旅客は乗下船時これを使って小蒸気船に乗り移った。その船尾側両舷には端艇が1隻ずつ懸架されていた。

### 正甲板
覆甲板の1層下が正甲板で、ここの最前部、錨鎖庫直上を含む大部屋は2段寝台12名の甲板部員室、その後ろ船体中心線上の廊下をはさむ左舷側には2段寝台個室の操舵手室、2段寝台個室の郵便職員室、広い郵便室と続き、廊下右舷側にも2段寝台の個室が4室設けられ、甲板長、船庫手、船匠、事務員、2等航海士、3等航海士らに割り当てられた。この廊下から後ろ方向に覆甲板の船首係船作業場に上る階段が設置され、その階段の下には、1層下の下甲板へ前方に向けて降りる階段が設置されていた。この区画の後方は広間になっており、左舷に部員トイレが、右舷には部員シャワー室が設けられ、広間中央部は1層上の覆甲板の前部貨物ハッチ直下で、正甲板にも前部貨物ハッチが設けられ、この両舷側には荷役用の舷門も設けられていた。
この広間から後ろは、前後に走る廊下は2本となり、左舷廊下外側には前から機関長室（田村丸では事務長室）、1等機関士室、1等浴室、1等トイレ、高級船員浴室、食器洗い場と続き、その後ろはボイラー室側面の石炭庫直上となり、石炭庫への石炭投入口が3ヵ所設けられ、これに対応する舷側の載炭門3ヵ所も設けられていた。その後ろ、2等トイレ、2等浴室と続き、左右をつなぐ廊下に達し、この廊下より後方が2段雑居の3等船室であった。右舷廊下外側は前から郵便職員室、予備機関士室、2等機関士室、2等機関士室、事務長室（田村丸では機関長室）、その後ろに3段寝台12名の給仕室があり、その後ろには左舷と同構造の石炭投入口と載炭門が、その後ろには3等トイレ、3等浴室と続き、3等船室前の左右をつなぐ廊下に達した。
前部貨物ハッチのある広間から後方へ延びる2本の廊下の間には、前方からまず高級船員食堂があり、2本の廊下の何れからも出入でき、前壁と後壁を背にした長椅子ソファーを備え、中央部にテーブルとその周囲に椅子9脚が設置されていた。高級船員食堂の後方には左右の廊下をつなぐ廊下があり、この廊下から船体中心線上を後方へ向け上る階段があり、階段の先は、覆甲板前部1等出入口広間の婦人用1等開放寝台室と紳士用1等開放寝台室の間に達した。覆甲板の1等寝台室利用者のうち男性はこの階段を降りて、正甲板左舷の1等トイレを使う必要があった。なお、内側で窓の無い高級船員食堂の通風採光のため、最上船橋上に設けた天窓から、船長室と1等航海士室の間、1等婦人用寝台室と1等紳士用寝台室の間の縦空間を通して通風採光し、階段と廊下は端艇甲板天窓から採光していた。階段の後方には両廊下にはさまれた厨房があり、何れの廊下からも出入りでき、ここへは2層上の特別1等室屋上の天窓から同室後壁、覆甲板両側の1等個室寝台室後壁の空間を経由して通風採光されていた。
この後ろはボイラー室で、前側ボイラー部分は囲壁とせず、両廊下間にボイラー直上を跨ぐ防熱を施したアーチ型の鉄板を渡した構造であった。その後ろの両廊下の間は、煙突部分から後方は連続したボイラー室囲壁、機関室（タービン室）囲壁で占められていた。ボイラー室囲壁には両側の廊下に出入口があり、機関室囲壁には左舷廊下に出入口があった（田村丸は両側にあった）。この機関室入口を入ると、広いエンジンプラットホームがあり、前方壁面には全ての計器類が整然と取り付けられ、その前にはタービン操縦ハンドルが並び、これらの監視や操作のために機側まで降りる必要はなく、更にこの機関室の天井の一部は覆甲板の2等寝台室の間を吹き抜け、端艇甲板の天窓に達し、明るく通風も良好で、機関長の作業環境は良好であった。機関室囲壁の後ろ側は、既述の3等船室前の左右をつなぐ廊下であったが、この廊下の中央部から船体中心線上を後方に向けて覆甲板へ上る階段があり、その先は2等寝台室出入り口スペースに通じ、2等旅客はトイレ使用時にはこの階段を使う必要があった。
船尾側にはいわゆる“蚕棚式”の2段雑居の3等船室があり、その中央部、1層上の覆甲板の後部貨物ハッチ直下に、下の後部貨物艙のハッチがあり、その両舷には3等旅客の乗下船と荷役を行う舷門が設置され、3等旅客はこの舷門から貨物共々ハシケに乗り移った。3等船室船尾寄り部位からは後方に向け、覆甲板へ上る階段が設置されていた。最後尾は舵取機室で、汽力ならびに手動で回転する歯車装置を持ったウィリアム・デニー・アンド・ブラザーズ社方式の舵取機が設置されていた。通常この舵取機は最上船橋の舵輪から正甲板前部の高級船員食堂へ至る通風採光空間を通り、更に正甲板左舷通路、3等船室を経由するチェーンとロッドを介した機械装置で遠隔操縦された。

### 下甲板
正甲板の下が下甲板で、正甲板前部貨物ハッチは、水密隔壁上にあり、前半分はトランクハッチとなって第1船艙に達し、後ろ半分は第2船艙に開いた。このトランクハッチの水密囲壁周囲とその前方の下甲板には2段寝台大部屋18名の火夫室、2段寝台の6名の機関部員室、2段寝台4名の調理員室、2段寝台の6名の給仕室、倉庫等を設け、正甲板船首部左舷の郵便室横の船体中心線上の階段で交通した。これより前方は錨鎖庫、船首タンクとなっていた。
貨物艙である第2船艙の後ろには水密隔壁を隔ててボイラー室が続き、ここにハウデン式強圧通風付き舶用スコッチ缶が2缶、前後に搭載され、煙突は両缶の間の後ろ寄りに設置された。ボイラー室の両舷側には石炭庫が配置されていた。その後ろの機関室（タービン室）には、船体中心線上に高圧タービンが1基、その後方左右には高圧タービンで使った蒸気を再利用する低圧タービンが1基ずつ配置され、各タービンからはそれぞれプロペラ軸が出て、船尾水線下の中央と両側の計3基のプロペラに直結で繋がっていた。当時はこのような大出力のプロペラ軸を減速する歯車装置を造る技術がなかったため、毎分600回転というプロペラ効率の極めて悪い高回転数を余儀なくされていた。なお両側の低圧タービンには後進タービンがあり、両側のプロペラは逆転できたが、中央のプロペラは逆転できなかった。しかも両側のプロペラも互いに逆回転させることができなかったため操縦性は良くなかった。舵は中央のプロペラ直後の1枚だけであった。

## 本船運航当時の青森港・函館港

### 青森港
1891年（明治24年）の日本鉄道による上野 - 青森全通時の日本郵船の青森桟橋は、青森駅から東約2キロの浜町にあり、不便であったため、日本郵船と日本鉄道は県知事の許可を得て共同で青森駅構内の、後に建設される車両航送用の青森桟橋の最も南側の岸壁（建設当初は第2岸壁、戦後は第1岸壁と呼ばれた）の東側に位置する場所に、後に第2船入澗と呼ばれる船入澗を築造して1898年（明治31年）11月から使用開始し、1908年（明治41年）3月の国鉄連絡船開設の頃には、青森駅と船入澗の乗船場間には小運転列車が運転されていたとされるが、いつまで続けられたか不詳である。
しかし、連絡船はこの船入澗に直接接岸できず、500～600m沖に錨泊し、客貨とも小蒸気船やハシケを介しての乗降荷役となり、これら小蒸気船やハシケが船入澗に接岸していた。日本郵船と共同で築造したため、1908年（明治41年）3月の国鉄連絡船開設当初も日本郵船と共用で、国鉄は西と南側の岸壁を使用した。しかしここだけでは狭隘なため、同年5月には、青森駅駅裏に貨物専用のハシケ岸壁として第1船入澗も完成させ、ハシケ岸壁の客貨分離を行い、1910年（明治43年）には第2船入澗南側に食堂併設の連絡船待合所を設けた。また1909年（明治42年）9月には係船用浮標1個を新設し、日本郵船の青函航路撤退後の1910年（明治43年）10月には郵船所有の係船浮標を借り入れた。しかし、青森港でのこれら浮標への係留作業と、1910年（明治43年）12月竣工の函館港木造桟橋への係留作業に時間を要するため4時間15分運航となった。
1921年（大正10年）1月、西防波堤の一部完成を受け、防波堤内に係船浮標を設置し、比羅夫丸型で運航される客便の1便・2便に限りここに係留した。1923年（大正12年）12月15日からは、一部完成した車両航送用の青森桟橋の岸壁で、完成当時は第1岸壁、戦後は第2岸壁と呼ばれた岸壁の一部を先行使用する形で、ようやく連絡船の直接着岸可能となった。

### 函館港

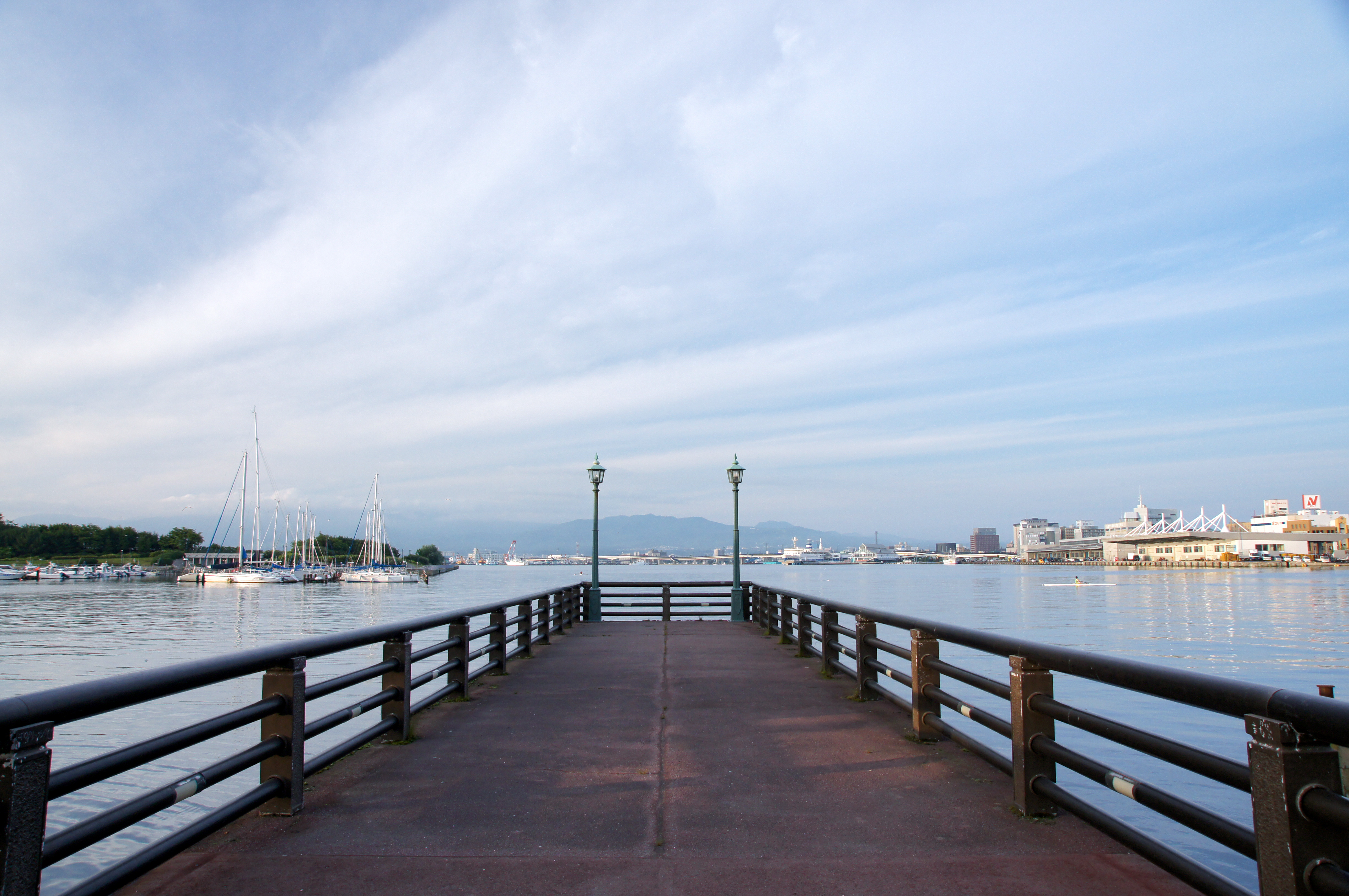
旧桟橋（東浜桟橋）跡（2012年7月）

国鉄連絡船開設以前からの歴代青函航路各社の函館桟橋（東浜桟橋）は、1871年（明治4年）2月に北海道開拓使が函館への乗下船場所として指定した函館港最奥部の東浜町（後の末広町）にあった1877年（明治10年）建設の木造桟橋で、この桟橋も青森港同様、各社の連絡船が直接接岸できるものではなく、青森港同様、連絡船は500～600m沖に錨泊し、小蒸気船やハシケを介して客貨の乗降荷役が行われた。1904年（明治37年）11月には函館駅裏に後述の小桟橋が完成し、その後この東浜町の桟橋は「旧桟橋」と呼ばれるようになった。1908年（明治41年）3月開設の国鉄連絡船からのハシケも一部、競合する日本郵船と共にこの東浜町の桟橋も使用したが、函館駅からは1キロ以上離れており、鉄道との乗継客は徒歩または馬車鉄道での移動を要した。しかし、こちらが当時の函館の中心市街地であったため、函館発着の旅客にはこちらが便利で、1908年（明治41年）12月から1921年（大正10年）8月まで、ここには函館駅の出札所が設置されていた。
1902年（明治35年）12月の北海道鉄道 函館 - 本郷間開通時の函館駅は一部函館区民の反対により、現在地より1.2キロ北の海岸町に設置されたが、1904年（明治37年）7月、若松町の現在地に新しい函館駅が開業でき、同年10月の 函館 - 小樽間開通を迎えた。同年11月には、函館駅裏の海岸に小桟橋と荷揚げ場が建設され、日本郵船の連絡船からの客貨ハシケの一部は函館駅裏での陸揚げが可能となったが、当座は依然として東浜町の旧桟橋が使用された。翌1905年（明治38年）4月には、北側から小桟橋を守る、後に第1船入澗の北側護岸となる防波堤も建設され、1907年（明治40年）10月には日本郵船の船車連絡客のため、函館駅海側に本屋附属船車連絡待合室が開設された。翌1908年（明治41年）3月開設の国鉄連絡船からのハシケはこの小桟橋も使用した。

#### 函館港木造桟橋と函館桟橋乗降場
ハシケでの乗降の不便解消のため、1910年（明治43年）12月15日、小桟橋の南側、その後車両航送用に築造される若松埠頭の基部付近の海岸から西方に1,138フィート（347m）突き出したT字型の木造桟橋を建設して、先端部即ち西面に連絡船が1隻着岸できるようにし、旅客の乗下船と手小荷物の積卸しは直接桟橋で行い、函館駅までは手押しトロッコで運搬されたが、貨物の荷役は依然桟橋係留中の連絡船にハシケを接舷させるハシケ荷役であった。また、この時期に至っても、船客の利便のため東浜町の旧桟橋からのハシケも運航されていた。更に1914年（大正3年）2月26日には桟橋及び通路を拡張し、桟橋北側を浚渫して、北面にも1隻着岸できるようにした。1913年（大正2年）5月の函館大火で駅本屋が類焼したのを機に、1914年（大正3年）12月25日には連絡船待合所を桟橋先端付近に新設した。
1915年（大正4年）6月16日には、木造桟橋上まで鉄道を延長し、函館桟橋乗降場として開業。連絡船接続列車のみこの乗降場からの発着とし、船車連絡時間の画期的短縮が図られた。
木造桟橋完成後も、貨物は依然ハシケ荷役のため、増加著しい貨物輸送に対応するため、1915年（大正4年）には駅裏の防波堤周囲を埋め立てて第1船入澗が築造され、小蒸気船やハシケはここに着岸し、中継貨物ホームも建設され、1921年（大正10年）には第1船入澗の北側に第2船入澗、第3船入澗が相次いで築造された。
1924年（大正13年）4月25日からは、車両航送用の若松埠頭築造工事のため、木造桟橋西面バースを使用停止し撤去開始。5便・6便の客扱いを沖繋りに戻し、同年5月1日には桟橋乗降場への列車運転も停止。同年10月1日には若松埠頭先端部の岸壁（当時は第1岸壁と呼称、1945年（昭和20年）6月以降は第2岸壁と呼称）が一部竣工したため使用開始、これに伴い同日木造桟橋は廃止された。この新岸壁使用開始後間もない10月15日に比羅夫丸が、12月11日には田村丸がそれぞれ係船された。
船の大きさに比べ、大出力の蒸気タービン機関を搭載し、公試最大速力18.36ノットは当時としては画期的で、就航当初の青函間4時間運航は、1964年（昭和39年）に就航した公試最大速力21ノット前後の津軽丸 型による3時間50分運航開始まで破られることはなかったが、両者を比べても、当時の乗組員の定時運航確保への苦労がしのばれるところである。

## 本船の運航

### 比羅夫丸・田村丸による4時間、5時間運航
1908年（明治41年）3月7日から、比羅夫丸1隻で、4時間運航1往復が開始された。
青森10時発 函館14時着（4時間）
函館0時発 青森4時着（4時間）
同年4月4日から第2船田村丸も加わり、2隻2往復となり、夜間便は5時間運航となった。
1便・青森10時発 函館14時着（4時間）
3便・青森19時発 函館0時着（5時間）
2便・函館10時発 青森14時着（4時間）
4便・函館23時発 青森4時着（5時間）
比羅夫丸・田村丸就航当初は青森・函館共に連絡船の接岸できる岸壁はなく、沖合500～600m地点に錨泊し、小蒸気船やハシケを用いての乗下船、荷役のため、4時間運航とはいえ、それは連絡船の抜錨から投錨までの時間で、岸壁から岸壁までの所要時間は両港でのハシケ連絡時間を加算する必要があり、相当の時間を要した。それでも青函間6時間運航の日本郵船（同様に港ではハシケ連絡）に比べれば格段に速かった。

### 日本郵船撤退と傭船時代
比羅夫丸・田村丸就航の1908年（明治41年）当時は、日本郵船の青森 - 函館 - 室蘭間の“三港連絡航路”が1日1往復定期便運航中で、更に青森 - 函館には臨時夜行便1往復の設定もあり、2社競合航路であった。しかし、当時の国鉄である帝国鉄道庁の連絡船の運賃は各等とも郵船より1割ほど安く、そのうえ所要時間が2時間も短く、船も新しく、蒸気タービンで静かなため、旅客は鉄道庁連絡船に集中し、郵船単独時代の1906年（明治39年）度の旅客輸送人員が9万6359名であったのに対し、国鉄連絡船開設初年度の1908年（明治41年）度の国鉄連絡船の旅客輸送人員は15万7440名と急増していた。しかし、比羅夫丸型2隻は、冬季に交代で入渠したため、就航一冬目は1船1往復に減便したが、これでは鉄道連絡船としての使命を全うできないうえ、競合する郵船に客が流れるため、就航二冬目半ばの1910年（明治43年）1月25日、青函間4時間運航可能な高速船ということで、長崎の三菱合資会社三菱造船所で1909年（明治42年）7月6日竣工し、その後、日本の各港を巡回していた帝国海事協会の義勇艦うめが香丸（3,273総トン、最大速力21.315ノット）を傭船し、2月1日より就航させて通年定期便2往復運航とした。なおこの船は有事の際、海軍の補助艦として使う目的で国民の献金で建造され、国産タービン（三菱造船所製パーソンス式反動タービン）搭載としては前年竣工の姉妹船さくら丸に次いで2番目であった。この3隻体制の効果もあり、1910年（明治43年）度の旅客輸送人員は22万3524名に、国営化5年後の1913年（大正2年）度には31万4571名と順調にその数を伸ばしていた。なお、帝国鉄道庁は国営航路開設初年の1908年（明治41年）12月5日をもって鉄道院となっている。
一方貨物は、従来からの日本郵船を利用する本州と北海道間の永年の商業取引関係もあり、大口荷主は依然郵船を使い、鉄道庁（国鉄）連絡船は小口貨物を僅かに扱う程度で、1908年（明治41年）度の貨物輸送量は8,503トンに留まった。このため、国鉄も一部貨物の運賃割引を行って集荷に努めたが、郵船側もそれに対抗するなど、かつての三菱対共同運輸の無制限競争の様相を呈してきたため、逓信省の仲介で、臨時船の青森入港を制限しないこと、同社所有地を当時の国鉄である鉄道院が買い上げること、などの条件で、1910年（明治43年）3月、日本郵船は同航路から撤退した。これにより、従来郵船が輸送していた貨物も国鉄が輸送することになり、貨物輸送量は、1909年== 運航 ==

### 比羅夫丸・田村丸による4時間、5時間運航
1908年（明治41年）3月7日から、比羅夫丸1隻で、4時間運航1往復が開始された。
青森10時発 函館14時着（4時間）
函館0時発 青森4時着（4時間）
同年4月4日から第2船田村丸も加わり、2隻2往復となり、夜間便は5時間運航となった。
1便・青森10時発 函館14時着（4時間）
3便・青森19時発 函館0時着（5時間）
2便・函館10時発 青森14時着（4時間）
4便・函館23時発 青森4時着（5時間）
比羅夫丸・田村丸就航当初は青森・函館共に連絡船の接岸できる岸壁はなく、沖合500～600m地点に錨泊し、小蒸気船やハシケを用いての乗下船、荷役のため、4時間運航とはいえ、それは連絡船の抜錨から投錨までの時間で、岸壁から岸壁までの所要時間は両港でのハシケ連絡時間を加算する必要があり、相当の時間を要した。それでも青函間6時間運航の日本郵船（同様に港ではハシケ連絡）に比べれば格段に速かった。

### 日本郵船撤退と傭船時代
比羅夫丸・田村丸就航の1908年（明治41年）当時は、日本郵船の青森 - 函館 - 室蘭間の“三港連絡航路”が1日1往復定期便運航中で、更に青森 - 函館には臨時夜行便1往復の設定もあり、2社競合航路であった。しかし、帝国鉄道庁（国鉄）連絡船の運賃は各等とも郵船より1割ほど安く、そのうえ所要時間が2時間も短く、船も新しく、蒸気タービンで静かなため、旅客は鉄道庁連絡船に集中し、郵船単独時代の1906年（明治39年）度の旅客輸送人員が9万6359名であったのに対し、国鉄連絡船開設初年度の1908年（明治41年）度の国鉄連絡船の旅客輸送人員は15万7440名と急増していた。しかし、比羅夫丸型2隻は、冬季に交代で入渠したため、就航一冬目は1船1往復に減便したが、これでは鉄道連絡船としての使命を全うできないうえ、競合する郵船に客が流れるため、就航二冬目半ばの1910年（明治43年）1月25日、青函間4時間運航可能な高速船ということで、長崎の三菱合資会社三菱造船所で1909年（明治42年）7月6日竣工し、その後、日本の各港を巡回していた帝国海事協会の義勇艦うめが香丸（3,273総トン、最大速力21.315ノット）を傭船し、2月1日より就航させて通年定期便2往復運航とした。なおこの船は有事の際、海軍の補助艦として使う目的で国民の献金で建造され、国産タービン（三菱造船所製パーソンス式反動タービン）搭載としては前年竣工の姉妹船さくら丸に次いで2番目であった。この3隻体制の効果もあり、1910年（明治43年）度の旅客輸送人員は22万3524名に、国営化5年後の1913年（大正2年）度には31万4571名と順調にその数を伸ばしていた。なお、帝国鉄道庁は国営航路開設初年の1908年（明治41年）12月5日をもって鉄道院となっている。
一方貨物は、従来からの日本郵船を利用する本州と北海道間の永年の商業取引関係もあり、大口荷主は依然郵船を使い、鉄道庁（国鉄）連絡船は小口貨物を僅かに扱う程度で、1908年（明治41年）度の貨物輸送量は8,503トンに留まった。このため、国鉄も一部貨物の運賃割引を行って集荷に努めたが、郵船側もそれに対抗するなど、かつての三菱対共同運輸の無制限競争の様相を呈してきたため、逓信省の仲介で、臨時船の青森入港を制限しないこと、同社所有地を当時の国鉄である鉄道院が買い上げること、などの条件で、1910年（明治43年）3月、日本郵船は同航路から撤退した。これにより、従来郵船が輸送していた貨物も国鉄が輸送することになり、貨物輸送量は、1909年（明治42年）度の2万421トンから、1910年（明治43年）度の7万2625トンへと一挙に3.5倍に増加、義勇艦うめが香丸ではその任に不向きなため、1911年（明治44年）1月、同船を関釜航路へ転出させ、代わりに関釜航路で傭船中であった元ロシア船の会下山丸（えげさんまる）（1,462総トン）を転入させ、3隻体制を維持した。比羅夫丸型も郵船撤退後の1910年（明治43年）5月には最速の1往復が4時間15分運航となっていたが、会下山丸は青森 - 函館間5時間を要したため、会下山丸で運航する所要時間5時間の夜行便の5便・6便を設定し、1911年（明治44年）3月末からはこれを甲便（青森1時発 函館6時着）・乙便（函館1時発 青森6時着）と改称して客貨輻輳時の臨時便として運航した。また通常は比羅夫丸型で運航する4時間15分便も、比羅夫丸型入渠等で会下山丸が運航する場合は5時間運航とした。
このような状況で、比羅夫丸型にも貨物を満載せざるを得なくなったが、後部船艙は手小荷物用としていたため、貨物は前部船艙へ積載、これにより船首喫水が増大し、後部バラストタンクに注水してバランスを調整したが、結局全体の喫水が増大してしまい、正甲板後部両舷の3等舷門が水面近くになり、荒天時の旅客乗降に苦慮することとなった。
貨物輸送量はその後も北海道内の鉄道網の充実もあり、不況下にも前年割れすることなく、1914年（大正3年）度には15万4716トンと4年で倍増していた。この間、阪鶴鉄道が発注し、同鉄道国有化後の1908年（明治41年）6月竣工後は、山陰沿岸を行く舞鶴 - 境 間航路で運航された第二阪鶴丸（864.9総トン）を、1912年（明治45年）3月の同航路廃止後、関釜航路での使用を経て、同年6月、青函航路4隻目として転入させ、会下山丸共々甲便・乙便に充当して貨物輸送に当たらせた。しかし、同船を阿波国共同汽船へ賃貸した1914年（大正3年）7月からは、万成源丸（886.94総トン）を貨物船として傭船して 4隻体制を継続し、増加する貨物需要にかろうじて対応していた。
なお国鉄青函連絡船は開設以来青森側の所管であったが、1913年（大正2年）5月5日 を以って函館側の鉄道院北海道鉄道管理局函館運輸事務所所管となり、以来1988年（昭和63年）の終航まで函館側所管が続いた。

### 大戦景気による混乱と車両航送導入決定
1914年（大正3年）7月勃発の第一次世界大戦は、その後の大戦景気と、世界的な船腹不足による海運貨物の鉄道への転移をもたらし、鉄道連絡船航路であった青函航路の貨物輸送量も、1916年（大正5年）度からは一層激しい増加を示し、翌1917年（大正6年）度には36万1259トンと、3年間で2.3倍にも達し、同年以降滞貨の山を築く混乱状態に陥ってしまった。
一方順調に伸びていた旅客輸送人員は、1913年（大正2年）からの不況のため、1914年（大正3年）度は前年割れの28万8964名となったものの、第一次世界大戦勃発後の大戦景気により、1916年（大正5年）度からは著しい増加に転じ、1917年（大正6年）度からは移民ならびに出稼ぎ労働者全員が青函連絡船利用となったこともあり49万4827名へと急増した。
1916年（大正5年）3月には、会下山丸と万成源丸を解傭し、生玉丸（856.02総トン）を傭船し、4月には泰辰丸（695.81総トン）を2週間傭船し、更に関釜航路で傭船中で、より収容能力が大きく、戦時には病院船として使う日本赤十字社の弘済丸（2,589.86総トン）を会下山丸の後継として青函航路へ転傭し、会下山丸同様、比羅夫丸・田村丸休航時の旅客便 1便・2便・3便・4便への充当と、通常は甲便・乙便として主に貨物便として使用し、同年6月には蛟龍丸（701.91総トン）を傭船した。
1917年（大正6年）2月には貨物便の丙便・丁便を設定して最大4往復とし、同年3月には生玉丸を解傭し、同年4月には万成源丸を再度傭船して、基本5隻体制を維持し、6隻目の船として、12月には3週間、第八大運丸（588.87総トン）を、12月から翌1918年（大正7年）1月にかけての1ヵ月間 関釜航路で傭船していた第三共栄丸（687.00総トン）を転傭し、更に1918年（大正7年）2月から4月まで、本来は冬期休航の逓信省航路標識視察船羅州丸（2,340総トン）が関釜航路で傭船されていたのを、1ヵ月余り貨物便に助勤させ、同年4月から5月にかけ甲辰丸（709.22総トン）を50日余り、6月から10月まで第十二小野丸（685.23総トン）を3ヵ月余り傭船し、貨物輸送力不足を補ったが、折からの船腹不足による傭船困難と傭船料高騰の中、貨物の発送制限、停止の措置も取らざるを得なかった。1917年（大正6年）8月からは甲便・乙便の貨物船 万成源丸に87名、蛟龍丸に63名の定員をとり3等旅客を乗船させ、急激な旅客増加に対応した。このような中、同年10月には、弘済丸が事故で休航したため、関釜連絡船対馬丸（初代）（1,679総トン）を16日間助勤させている。更に1918年（大正7年）7月には5便・6便を設定し、7月から9月までは旅客便として、漁民・移民輸送期には客貨便として、その他の季節は貨物便として運航し、定期旅客便2往復（1便・2便（4時間30分）3便・4便（5時間））、客貨便1往復（5便（6時間15分）・6便（6時間10分））、貨物便1往復（甲便・乙便（9時間））、臨時貨物便1往復（丙便・丁便（9時間））の5往復体制とした。これら5往復中、比羅夫丸・田村丸で運航する旅客便は高速で貨物積載量も相対的に少ないため荷役時間も短く、2船2往復できたが、その他傭船便は低速で貨物積載量も多く、長時間の荷役を日中に行う必要上、運航は夜行のみ1船片道となり、速力の異る、追い越しを伴う厳しい深夜運航が行われていた。
このように急増する客貨を前に、積替え回数が多く天候にも左右される一般型船舶の沖繋りによるハシケ荷役では、円滑な貨物輸送は到底望めないばかりか、長時間荷役による運航効率の悪さと、旅客定員の絶対的な不足もあり、旅客輸送にも支障をきたしていた。この打開策として、鉄道院は1919年（大正8年）、比羅夫丸型の約2倍の大きさの客船の船内に軌道を敷設し、貨物積載状態の貨車を積み込んで運ぶ「車両航送」の導入を決定した。しかし、この、“2階級特進”の決定は、車載客船建造のほか、貨車を積卸しできる専用岸壁建設と、本州、北海道間の鉄道車両の連結器統一を行う必要があり、すぐ実現できる計画ではなかった。

### 自社貨物船建造と比羅夫丸型の客船化
このため、当座の貨物輸送力不足解消を目指し、安定して運航できる自前の貨物船建造を計画した。しかし、当時の日本の鉄鋼自給能力は未だ低く、第一次世界大戦の主戦場となったヨーロッパからの鉄材輸入途絶と、1917年（大正6年）4月のアメリカ合衆国参戦後、同年8月から同国が実施した対日鉄材輸出禁止による極端な鉄材不足の中、やむなく木造貨物船建造となり、1917年（大正6年）11月と12月に 白神丸（837.42総トン）と竜飛丸（841.01総トン）の建造が、この年から新造船建造に本格参入したばかりの横浜船渠で着手され、翌1918年（大正7年）6月と10月に就航した。両船とも載貨重量985トンと比羅夫丸型の4倍以上もあり、更に翌1919年（大正8年）4月には鉄道院の木造の石炭運搬船で、共に載貨重量1,477トンの第一快運丸（1081.00総トン）と第二快運丸（998.56総トン）も貨物船に転用して就航させ、貨物輸送力増強を図った。
これら4隻の自社貨物船就航による貨物輸送力充実を機に、1919年（大正8年）3月と4月には万成源丸と蛟龍丸の2隻の貨物船を解傭する一方、同じ4月に旅客設備のある伏木丸（1,330.28総トン）を傭船して5・6便の定期化が行われ、5月から7月までの1ヵ月半は第十二小野丸を再度傭船し、更に翌1920年（大正9年）4月には客船敦賀丸（996.51総トン）を傭船し、旅客輸送力の増強と円滑化が図られた。
白神丸・竜飛丸就航と相前後する1918年（大正7年）9月から、比羅夫丸型で運航され、従来は客貨混載であった旅客便の1便・2便・3便・4便への貨物積載が廃止され、引き続いて比羅夫丸型両船の貨物積載設備撤去と旅客定員増工事が行われた。比羅夫丸は1919年（大正8年）2月、田村丸は同年6月に後部覆甲板のウインチと貨物ハッチを撤去し、そこに甲板室を増設して2等雑居室とし、また正甲板前部貨物ハッチ上に1段式の3等雑居室を設け、比羅夫丸144名、田村丸136名の定員増加を図るとともに、正甲板後部の“蚕棚式” 3等雑居室の一部を1段式に改装し3等旅客の待遇改善も図った。これにより、比羅夫丸は従来の旅客定員より144名増しの1等22名、2等115名、3等443名の計580名となったとされるが、これでは従来の定員が436名ということになり、就航時の定員とされる1等22名、2等52名、3等254名、計328名と齟齬をきたすが詳細不明である。更に翌1920年（大正9年）2月には前部貨物艙（第2船艙）を3等船室に改装して、比羅夫丸82名、田村丸89名の定員増加を図り、比羅夫丸は662名（554名？）、田村丸は661名（553名？）の旅客定員となった。
1920年（大正9年）2月からは比羅夫丸型で運航され、接続列車の関係で最も混雑する最速の1便と2便に限り集中緩和目的で“急行料金”が徴収されたが、効果は見られず、旅客定員の多い翔鳳丸型が就航した1924年（大正13年）11月には廃止された。なお、これより前の1918年（大正7年）7月から、比羅夫丸型も4時間30分運航へとスピードダウンしていた。
1918年（大正7年）11月の第一次世界大戦終結により、大戦景気は一時落ち込んだもののすぐ回復し、また4隻の自社貨物船就航もあって、1920年（大正9年）度の貨物輸送量は、混乱の始まった1917年（大正6年）度から更に26%増の45万5597トンにも達した。旅客輸送も、上記施策もあり、1919年（大正8年）度は前年比42%増の70万5055名を記録した。この時期は、比羅夫丸型2隻による旅客便2往復、伏木丸、敦賀丸による客貨便1往復、と自社貨物船4隻での2往復で、このほかに弘済丸、後には壱岐丸も配置され、年間通じての5往復が可能であった。
しかし、1920年（大正9年）から始まった戦後恐慌の影響で、貨物は1920年（大正9年）度の45万5597トンをピークに以後3年間減少を続けたが、1923年（大正12年）度の40万6459万トンを底に再度増加に転じたため、1924年（大正13年）10月には山陽丸（972.00総トン）を車両航送開始直前の 1925年（大正14年）5月末まで、1925年（大正14年）1月から2月までの約1ヵ月間、伊吹丸（978.28総トン）を傭船し、車両航送開始前年の1924年（大正13年）年度には大戦景気のピーク時の1920年（大正9年）度を上回る46万5860トンを輸送した。
旅客も1919年（大正8年）度の70万5055名をピークに減少に転じたものの、2年後の1921年（大正10年）度の59万1465名を底にして増加に転じたが、そのテンポは遅く、1924年（大正13年）度は70万1708名とピーク時実績には達していなかった。
1920年（大正9年）4月以降は、自社船6隻に加え、弘済丸、伏木丸、敦賀丸の9隻で運航されて来たが、1922年（大正11年）関釜航路に新造船景福丸、徳寿丸が就航したことで、余剰となった壱岐丸（初代）（1,608.84総トン）を同年10月、青函航路に転属、11月から就航させ、1916年 （大正5年）4月以来6年半の長きにわたって傭船された弘済丸を同年11月解傭した。
1924年 （大正13年）5月には車載客船翔鳳丸が車両航送用陸上設備未完のため一般客船として就航し、これにより壱岐丸（初代）は同年5月、稚泊航路転属のための砕氷船化工事のため転出した。続いて伏木丸、敦賀丸も同年10月解傭され、車載客船、津軽丸、松前丸、飛鸞丸が同年10月から12月末までに、順次、一般客船として就航し、比羅夫丸は10月15日、田村丸は12月11日それぞれ係船された。

### 青函航路引退後
かねてより、大阪商船が大阪 - 小松島間航路で使用するため、比羅夫丸の賃借を申し出ており、鉄道省は函館港引き渡しで賃貸し、1924年（大正13年）11月14日、函館を出港した。1929年 （昭和4年）5月30日には鉄道省は雑種財産に編入し、同年7月8日、大阪港引き渡しで大阪商船に売却した。1931年（昭和6年）12月29日には大阪商船が同航路を摂陽商船に譲渡し、これに伴い同船も同社に売却され、1934年（昭和9年）9月、第一次船舶改善助成施設を適用して建造される国際汽船の貨物船金剛丸（7,043.10総トン）の解体見合い船に指定されて解体された。

## 沿革
- 1905年（明治38年）8月8日 - 日本鉄道株主総会で本州・北海道連絡航路兼営を可決[27]
10月 - 東京帝国大学横田・加茂助教授に設計を依頼[28]
12月末 - タービン搭載決定[30]
- 1906年（明治39年）10月1日 - 英・ウィリアム・デニー・アンド・ブラザーズ社と契約
11月1日-日本鉄道 国有化
- 1907年（明治40年）1月 - 起工
7月10日 - 進水
10月29日 - 日本への回航のためダンバートンを出港[41]
12月26日 - 横浜入港[42]
- 1908年（明治41年）1月7日 - 日本の監督官庁による検査開始[54]
2月4日 - 日本での工事・各種検査終了し試運転をしたが17ノットしか出ず[179][45]
2月17日 - 試運転で18.36ノット達成[46][45]
2月20日 - 帝国鉄道庁が受領[54]
3月7日 - 帝国鉄道庁青函連絡船は東部鉄道管理局青森営業事務所所管となる[180]
3月7日 - 比羅夫丸青森10時発・1便で青函航路に就航
4月4日 - 田村丸 青函航路に就航
12月5日 - 鉄道院東部鉄道管理局青森運輸事務所所管となる[180]
- 1910年（明治43年）2月1日 - 義勇艦うめが香丸就航[112][6][113]
3月10日 - 日本郵船 青函航路から撤退[118]
12月15日 - 函館木造桟橋使用開始[92]
- 1911年（明治44年）1月20日 - うめが香丸転出、会下山丸傭船[130]
- 1912年（明治45年）6月17日 - 第二阪鶴丸転入[130]
- 1913年（大正2年）1月22日 - 田村丸 泉沢村更木磯に座礁[181]
5月5日 - 鉄道院北海道鉄道管理局函館運輸事務所所管となる[138]
- 1914年（大正3年）7月25日 - 第二阪鶴丸転出[130]
7月30日 - 万成源丸傭船[130]
12月10日 - 車運丸 就航[182]
- 1915年（大正4年）3月31日 - 日本郵船 青森－室蘭直航便からも撤退[183]
6月16日 - 函館桟橋乗降場使用開始[94]
- 1916年（大正5年）3月31日 - 会下山丸と万成源丸を解傭、生玉丸傭船[130]
4月2日 - 泰辰丸傭船[130]
4月9日 - 弘済丸転入[130]
4月16日 - 泰辰丸解傭[109]
6月1日 - 蛟龍丸傭船[130]
- 1917年（大正6年）3月31日 - 生玉丸解傭[109]
4月1日 - 万成源丸傭船[109]
10月3日 - 対馬丸（初代）助勤[146]
10月27日 - 対馬丸（初代）助勤終了[146]
12月10日 - 第八大運丸傭船[109]
12月16日 - 第三共栄丸転入[144]
12月31日 - 第八大運丸解傭[109]
- 1918年（大正7年）1月18日 - 第三共栄丸解傭[144]
2月1日 - 逓信省航路標識視察船羅州丸助勤[146]
4月3日 - 羅州丸助勤終了[146]
4月10日 - 甲辰丸傭船[144]
5月31日 - 甲辰丸解傭[144]
6月26日 - 第十二小野丸傭船[144]
6月18日 - 白神丸就航[2]
10月2日 - 第十二小野丸解傭[144]
10月16日 - 竜飛丸就航[2]
- 1919年（大正8年）2月15日 - 客室増設 旅客定員580名[157][158]（472名？）
3月31日 - 万成源丸解傭[109]
4月3日 - 第一快運丸転属就航[146]
4月4日 - 伏木丸傭船[144]
4月6日 - 第二快運丸転属就航[146]
5月16日 - 第十二小野丸傭船[109]
4月10日 - 蛟龍丸解傭[144]
7月1日 - 第十二小野丸解傭[144]
- 1920年（大正9年）2月 - 客室増設 旅客定員662名（554名？）[154][159][161]
4月5日 - 敦賀丸傭船[109]
5月15日 - 鉄道省札幌鉄道局函館運輸事務所所管となる[184]
7月10日 - 比羅夫丸、田村丸、函館（大森浜）、青森（沖館海岸）に無線電信所設置[185]
- 1922年（大正11年）11月18日 - 壱岐丸（初代）就航[109]
11月28日 - 弘済丸解傭[130]
- 1923年（大正12年）12月15日 - 青森第2岸壁（当時の名称は第1岸壁）使用開始[186][187]
- 1924年（大正13年）5月 - 壱岐丸（初代）転出[173]
5月21日 - 翔鳳丸就航[188]
10月1日 - 函館第2岸壁（当時の名称は第1岸壁）使用開始[189][190]）
10月1日 - 比羅夫丸 函館第2岸壁着岸（当時の名称は第1岸壁）乗客初めてこの岸壁から乗下船[189]
10月10日 - 伏木丸解傭[109]
10月11日 - 津軽丸（初代）就航[188]、山陽丸傭船[109]
10月15日 - 比羅夫丸係船[99][189]
10月25日 - 敦賀丸解傭[109]
11月11日 - 松前丸（初代）就航[188]
11月14日 - 大阪商船へ賃貸 函館港で引渡し、その後大阪-小松島航路に就航[174][63]
12月11日 - 田村丸係船[99][63][189]
12月30日 - 飛鸞丸就航[188]
- 1925年（大正14年）1月9日 - 伊吹丸傭船[109]
2月17日 - 伊吹丸解傭[109]
5月21日 - 1便・2便で試験車両航送開始[191]
5月30日 - 山陽丸解傭[109]
7月30日 - 白神丸終航[192]
8月1日 - 車両航送開始[193]
9月3日 - 第一快運丸係船、第二快運丸係船[192]
- 1926年（大正15年）4月16日 - 田村丸 稚泊航路夏期就航[174][63]
4月2日 - 竜飛丸係船[192]
11月8日 - 田村丸 稚泊航路夏期就航終了[174][63]
- 1927年（昭和2年）4月7日 - 田村丸 稚泊航路夏期就航[174][63]
6月8日 - 車運丸 青函航路終航[194]
10月21日 - 田村丸 稚泊航路終航 その後函館で係船[174][63]
- 1929年（昭和4年）7月8日 - 比羅夫丸は大阪港で、田村丸は函館港でともに大阪商船に売却[174][195]
8月21日 - 田村丸 阿波国共同汽船へ譲渡される[196]
- 1931年（昭和6年）12月29日 - 大阪商船が比羅夫丸を摂陽商船に売却[174]
- 1933年（昭和8年）11月9日 - 阿波国共同汽船が田村丸を久保田静一に売却、その後解体[196][63]
- 1934年（昭和9年）9月 - 第一次船舶改善助成施設を適用して[175][63]建造される国際汽船の貨物船金剛丸の解体見合い船に指定され解体[176][177][178]

## 初代の高級船員
何れも帝国鉄道庁技師、職名は当時の呼称、船長：熊谷亥之助、一等運転士：松原善之助、機関長：下田文吾、予備船長：高索房太郎、予備一等運転士：内山常蔵、予備機関長：高山義治 、1908年（明治41年）2月26日付発令。

## エピソード
高速の最新式タービン船就航により、「タービン」が新式で速い（早い）ことの象徴とされ、当時の函館区市街地では店舗名に「タービン」とつける者が続出したという 。